# Фань Суюань
Фань Суюа́нь (кит. упр. 范苏圆, пиньинь Fàn Suyuan; род. 1 августа 1996, Дуньхуа, Гирин) — китайская кёрлингистка.
В составе смешанной парной сборной Китая участник Зимних Олимпийских игр 2022 (заняли девятое место).
В «классическом» кёрлинге (команда из четырёх игроков) играет на позициях второго и третьего.

## Команды
| Сезон                                               | Четвёртый   | Третий      | Второй      | Первый       | Запасной               | Турниры            |
| --------------------------------------------------- | ----------- | ----------- | ----------- | ------------ | ---------------------- | ------------------ |
| 2016—17                                             | Ма Цзинъи   | Дун Цзыци   | Фань Суюань | Gao Xue Song |                        |                    |
| 2018—19                                             | Zhang Di    | Wang Meini  | Фань Суюань | Янь Хуэй     |                        | [ 3 ]              |
| 2019—20                                             | Han Siyu    | Фань Суюань | Yu Jiaxin   | Янь Хуэй     | Zhang Di               | [ 4 ]              |
| Кёрлинг среди смешанных пар (mixed doubles curling) |             |             |             |              |                        |                    |
| 2019—20                                             | Фань Суюань | Nan Jiawen  |             |              |                        | [ 5 ]              |
| 2021—22                                             | Фань Суюань | Лин Чжи     |             |              | тренер: Томи Рантамяки | ЗОИ 2022 (9 место) |

(скипы выделены полужирным шрифтом)